# مسابقه آواز یوروویژن ۱۹۹۴
مسابقه آواز یوروویژن ۱۹۹۴ ۳۹مین دوره از مسابقات آواز یوروویژن بود که در Point Theatre، دوبلین، ایرلند برگزار شد. برنده آن کشور جزیره ایرلند بود.